# Albert Camus
Albert Camus (Mondovi, 7. studenoga 1913. – Villeblevin, 4. siječnja 1960.), francuski književnik i filozof, dobitnik Nobelove nagrade za književnost 1957. godine. Poznat je po karakterističnom stilu pisanja i tematikama svojih djela. Čitav njegov opus temelji se na ideji apsurda ljudske egzistencije. Modernog čovjeka naziva bludnim, ciničnim monstrumom, a kao suprotnost svijetu današnjice evocira antičku Grčku, koja je "u svemu znala naći pravu mjeru".
Iako je često vezan i uz egzistencijalizam, Camus je odbijao tu povezanost. No, u drugu ruku, Camus u svom eseju Pobunjeni čovjek piše da se cijeli svoj život borio protiv filozofije nihilizma. Njegova religioznost također je bila čestom temom, a sam je u jednoj od svojih knjiga napisao: Ne vjerujem u boga "i" nisam ateist.
Godine 1949. Camus je, prema knjizi Albert Camus, une vie Olivera Todda, unutar Pokreta Revolucionarne unije osnovao Skupinu za međunarodne veze koja se protivila ateističkim i komunističkim tendencijama Bretonova nadrealizma. Kada mu je 1957. uručena Nobelova nagrada, Camus je bio drugi najmlađi primatelj (nakon Rudyarda Kiplinga), prvi primatelj rođen u Africi, a nakon njegove smrti postao je nobelovac koji je nakon dobivanja nagrade najkraće živio (samo 3 godine). Kada je tijekom ceremonije dodjele u Stockholmu držao govor, izjavio je: Smatram da je nagradu trebao dobiti Malraux. Kada je to čuo sam Malraux, uzvratio je: Camusova izjava služi nam obojici na čast.
Camus je preferirao da se na njega gleda kao na čovjeka i kao na mislioca, a ne kao na pripadnika nekog nauka ili neke ideologije. Ljudi su mu bili draži od ideja. Svejedno, bio je vrlo politički aktivan, često pišući za socijalističke i anarhističke publikacije poput Le Libertaire ("Slobodar"), La Révolution prolétarienne ("Proleterska revolucija"), i Solidaridad Obrera ("Radnička Solidarnost"). Camus je kao anarhist oduvijek bio glasni protivnik svake vrste autoriteta, eksploatacije, privatnog vlasništva i centralizirane države.
Camus je odbijao poveznice s egzistencijalizmom. U jednom intervjuu iz 1945., Camus zaključuje:

## Rane godine
| Søren Kierkegaard i Friedrich Nietzsche, najznačajniji mislioci XIX. stoljeća, veliki teoretičari apsurda i egzistencijalizma, te važni Camusovi uzori. |  | Søren Kierkegaard i Friedrich Nietzsche, najznačajniji mislioci XIX. stoljeća, veliki teoretičari apsurda i egzistencijalizma, te važni Camusovi uzori. |
| Søren Kierkegaard i Friedrich Nietzsche, najznačajniji mislioci XIX. stoljeća, veliki teoretičari apsurda i egzistencijalizma, te važni Camusovi uzori. |  | |

Albert Camus rođen je 7. studenoga 1913. godine u alžirskom gradu Mondovi u francusko-alžirskoj obitelji. Obitelj mu je bila vrlo siromašna i djelomično analfabetska. Njegova je majka bila španjolskih korijena i polugluha, a otac Lucien poginuo mu je 1914. godine u prvoj bitki za Marnu kao član pješačke divizije tijekom Prvoga svjetskog rata. Camus je kao dijete živio u jako lošim uvjetima u Alžiru, u dijelu grada zvanom Belcourt. Godine 1923., kao državni stipendist, upisuje gimnaziju (Lycée), a kasnije i Sveučilište u Alžiru. Godine 1929. postao je vratar sveučilišnoga kluba, no 1930. je godine dobio tuberkulozu, što je prouzročilo kraj njegove nogometne karijere, te privremeno obustavljanje studija. Tijekom tog razdoblja obavljao je razne poslove, uključujući i posao privatnog učitelja, prodavača automobilskih dijelova i meteorologa. Godine 1935. dobiva licence de philosophie, a 1936. diplomira čistu filozofiju na Sveučilištu u Alžiru obranom diplomskog rada o kršćanskoj metafizici i neoplatonizmu (Néo-Platonisme et Pensée Chrétienne). Iste godine osniva kazališnu družinu Théâtre du Travail (Radničko kazalište) gdje piše i režira, ali i glumi. Družina se održala do 1939. godine. Tijekom ovog razdoblja intenzivno čita Epikteta, Pascala, Kierkegaarda, Nietzschea, Prousta, Gidea i Malrauxa. Sljedeće godine intenzivno se bavi novinarskim radom, a u Alžiru mu izlazi prva knjiga, zbirka eseja Lice i naličje.
Godine 1935. Camus se pridružuje Komunističkoj partiji Francuske koju je gledao kao način da se "bori protiv nejednakosti između Europljana i 'urođenika' u Alžiru." No, Camus nikad nije sugerirao da je marksist ili da je pročitao Das Kapital, no jednom je napisao:
Godine 1936. osnovana je Alžirska komunistička partija, koja se zalagala za neovisnost Alžira. Camus se uključio u aktivnosti Alžirske narodne stranke (Le Parti du Peuple Algérien) što ga je dovelo u nevolje s njegovim komunističkim sudruzima. Kao rezultat ovoga, 1937. je godine proglašen trockistom i izbačen iz KPF-a. Nakon toga, Camus se više povezao s francuskim anarhističkim pokretom. Anarhist Andre Prudhommeaux prvi ga je put predstavio na sastanku Kruga anarhističkih studenata (Cercle des Etudiants Anarchistes) 1948. godine kao simpatizera koji je bio upoznat s anarhističkom filozofijom. Nakon ovog događaja, Camus je nastavio pisati za neke anarhističke časopise kao što su Le Libertaire, La révolution Proletarienne i Solidaridad Obrera. Camus je anarhiste podržao kada su izrazili svoju podršku radnicima iz istočnonjemačkog ustanka 1953. godine. Isti potez napravio je i 1956. godine kada su anarhisti podržali radničke proteste u Poznanju i mađarsku revoluciju.
Godine 1934. vjenčao se sa Simone Hie, ovisnicom o morfiju, no brak je ubrzo raskinut radi nevjernosti obje strane. Od 1937. do 1939. godine piše za socijalistički list Alger-Républicain. Za taj list je napisao i članak o seljacima iz grada Kabile gdje je jako detaljno opisao loše uvjete u kojima se oni nalaze, no mnogi pretpostavljaju da ga je taj članak koštao posla. Godine 1939. u Alžiru mu izlazi druga knjiga, ponovo zbirka eseja, Pirovanje. Tu i sljedeću godiniu provodi kao novinar za list Soir-Republicain. Dana 1. rujna 1939. godine započinje Drugi svjetski rat i Camus se prijavljuje u francusku vojsku, no biva odbijen zbog lošeg zdravlja uzrokovanog tuberkulozom.
Godine 1940. vjenčao se s Francine Faure, pijanisticom i matematičarkom. Iako je volio Francine, Camus se snažno protivio instituciji braka i smatrao ju je neprirodnom. Čak i nakon što im je Francine 5. rujna 1945. godine rodila blizance, Catherine i Jeana, Camus se i dalje šalio kako brak nije za njega. No, iako u braku, Camus je imao mnogo afera od kojih je najpoznatija ona sa španjolskom glumicom Mariom Casares. Iste godine Camus počinje raditi za list Paris-Soir. U prvoj fazi Drugoga svjetskog rata, u takozvanom Lažnom ratu, Camus je bio pacifist. No, kada je Wehrmacht okupirao Pariz, Camus je bio svjedok svim događanjima. Dana 15. prosinca 1941. godine Camus je svjedočio egzekuciji Gabriela Périija što je iskristaliziralo njegov revolt prema Nijemcima. Nakon toga se, zajedno s cijelom redakcijom Paris-Soira, seli u Bordeaux. Iste godine završava svoj prvi roman Stranac i esej Mit o Sizifu koji su tiskani u Parizu. Godine 1942., Camus se samo nakratko vratio u Oran i po povratku u Francuski počeo se uključivati u pokret otpora.

## Književna karijera
Tijekom Drugoga svjetskog rata, Camus je bio član organizacije Combat (ogranak pokreta otpora), koja je ilegalno tiskala istoimeni časopis. Organizacija je radila protiv nacista, a dok je bio član, Camus se koristio pseudonimom Beauchard. Camus je 1943. godine postao urednik novina, a 1944. godine postaje glavni urednik. Nakon oslobođenja Francuske 1944., Camus je napisao članak o posljednjim danima borbe. No Camus je bio jedan od rijetkih francuskih urednika koji je javno izrazio svoje protivljenje korištenju atomske bombe nakon događanja u kolovozu 1945. godine. Godine 1947., kada časopis postaje komercijalan, napušta Combat. Baš tada je Camus postao prijatelj Jean-Paula Sartrea.
Nakon rata, Camus je, zajedno sa Sartreom, postao stalni gost u pariškom kafiću Café de Flore. Tijekom ovog razdoblja Camus je proputovao i SAD kako bi održao predavanja o francuskoj filozofiji. Iako je bio ljevičarski nastrojen, njegove oštre kritike totalitarizma komunizma nisu mu pribavile simpatije među komunističkim strankama, a 1951. godine, nakon objavljivanja Pobunjenog čovjeka, dovele su i do raskida prijateljstva sa Sartreom.
Godine 1949., vjerojatno nakon puta u Južnu Ameriku, vratila mu se tuberkuloza te je sljedeće dvije godine proveo u osami. Godine 1951. izdaje filozofski esej Pobunjeni čovjek u kojem analizira pobunu i revoluciju i iz kojeg se jasno vidjelo njegovo odbijanje komunizma. Ova knjiga uzrokovala je veliko nezadovoljstvo kod njegovih prijatelja, ali i mnogih mislioca tog doba, te je uzrokovala konačni raskid prijateljstva sa Sartreom. U ovom je očito da je Camus pacifizam i mir stavljao ispred ideala, dok se Sartre držao svojih komunističkih i revolucionarnih ideala neovisno o tome koliko oni bili represivni i totalitaristički. Ideja komunizma Sartreu je predstavljala savršenstvo ljudskog društva, neovisno o tome kako je provođena, dok je Camusu ta ista ideja bila nada u savršeno društvo, društvo jednakosti i pravednosti, no veliko razočaranje u tu ideologiju dovelo je do konačnog i nužnog odbijanja komunizma koje je pak uzrokovalo Camusovo odbijanje svih ostalih ideologija i sve veću težnju za mirom i pravednošću u svijetu, te konstantna javna protivljenja bilo kakvom obliku, kako lijeve tako i desne, represije od strane totalitarizma. Jako loše prihvaćanje djela od strane javnosti i njegovih prijatelja bacilo je Camusja u depresiju te se u tom periodu posvetio prevođenju drama.
Camusov prvi značajni doprinos filozofiji je njegova teorija apsurda koja govori da ljudi teže ka jasnoći i smislu u svijetu koji ne nudi nijedno od to dvoje, a obradio ju je u svom eseju Mit o Sizifu, dok ju je ubacio i u druga djela kao što su Stranac i Kuga. Unatoč odvajanju od Sartrea, mnogi i danas tvrde da je Camus bio egzistencijalist. No, on sam je odbio taj pridjev u svom eseju Enigma, ali to se može pročitati i u mnogim drugim djelima. No, još i danas postoji određena konfuzija jer su mnoge današnje primjene egzistencijalizma slične s mnogim Camusovim "praktičnim" idejama. No ipak, njegovo osobno shvaćanje svijeta (Stranac), i svaka vizija koju je imao o njegovom napretku (Pobunjeni čovjek), odvaja ga od egzistencijalizma.
Tijekom 1950-ih, Camus je velik dio svog rada i aktivizma posvetio ljudskim pravima. Godine 1952. odbija suradnju s UNESCO-m i javno prosvjeduje primanju Španjolske, kojom je tada vladao Francisco Franco, u tu organizaciju. Godine 1953. javno prosvjeduje protiv komunističke represije Sovjetskog Saveza pri gušenju ustanka u Istočnoj Njemačkoj 1953. godine. Već tri godine nakon ovoga, ponovo prosvjeduje, ovaj put protiv gušenja prosvjeda u Poznanju 1956. te nasilnom gušenju mađarske antikomunističke revolucije iz 1956. godine.
I nakon ovoga ostaje ustrajan u svom pacifizmu i protivljenju smrtnoj kazni. Njegov najznačajniji doprinos u borbi protiv smrtne kazne je esej koji je zajedno s njim napisao književnik Arthur Koestler, osnivač Lige protiv smrtne kazne.
Kada je 1954. godine izbio Alžirski rat za nezavisnost, Camus se našao u moralnoj dilemi. Podržao je pied-noire, no branio je i francusku vladu jer je smatrao da je alžirski ustanak samo integralni dio "novog arapskog imperijalizma" kojeg predvodi Egipat, te "anti-zapadna" ofenziva koju predvodi SSSR kako bi "okružio Europu" i "izolirao Sjedinjene Države". Iako je želio da Alžir dobije veću autonomiju ili čak federalne uvjete, iako ne potpunu samostalnost, vjerovao je da pied-noiri i Arapi mogu živjeti zajedno. Tijekom rata, zalagao se za građansko primirje koje bi spasilo civile, no obje sukobljene strane su to odbile i proglasile budalastim. No, iza kulisa, Camus je nastavio raditi za alžirske zarobljenike koji su čekali smrtnu kaznu.
Od 1955. do 1956. godine pisao je za časopis L'Express. Godine 1957. Švedska akademija dodijelila mu je Nobelovu nagradu za književnost zbog njegove važne literarne produkcije, koja s jasnom ozbiljnošću osvjetljava probleme ljudske savjesti naših vremena. Nagrada mu nije službeno uručena zbog romana Pad, nego, kako on sam kaže, zbog njegovih eseja Razmišljanja o giljotini. Kada je držao govor studentima na Stockholmskom Sveučilištu jasno je branio svoju prividnu neaktivnost po pitanju rata u Alžiru i rekao je kako se bojao što bi se moglo dogoditi njegovoj majci koja je tada još uvijek živjela u Alžiru. Ovaj govor doveo je do još jačeg ostracizma od strane francuskih ljevičarskih intelektualaca.

## Pokret Revolucionarne unije i Europska unija
Godine 1949., Camus je osnovao Skupinu za međunarodne veze unutar Pokreta Revolucionarne unije. Zajedno s Orwellom, Camus se protivio totalitarnim režimima na Istoku i Zapadu.
Kao što je napisao u Pobunjenom čovjeku, bio je pobornik tradicije antičke Grčke (la pensée solaire). On nije bio samo vođa ogranka Francuskog pokreta otpora znanog kao "Combat", već je 1947./48. pomogao u osnivanju Pokreta Revolucionarne unije, koji je uspostavljen 1949. godine PRU se može opisati kao pokret trgovačkog društva u kontekstu revolucionarnog sindikalizma.
Njegovu glavnu suradnici su bili Nicolas Lazarévitch, Louis Mercier, Roger Lapeyre, Paul Chauvet, Auguste Largentier i Jean de Boë. U ovom razdoblju, jedan od Camusovih glavnih ciljeva bilo je isticanje pozitivnih strana nadrealizma i egzistencijalizma, te time, automatski, negiranje pesimizma Andréa Bretona i Jean-Paula Sartrea.
Godine 1944., Camus osniva Francuski komitet za Europsku federaciju (Comité Français pour la Féderation Européene) i izjavljuje:
Od 1943., Camus je u stalnom dopisništvu s Altierom Spinellijem, osnivačem Europskog pokreta federalista. Na inzistiranje Camusja i Orwella, organizirana je prva konferencija EPF-a u Parizu, koja je trajala od 22. do 25. ožujka 1945. godine. Konferenciji su prisustvovali Albert Camus, George Orwell, Emmanuel Mounier, Lewis Mumford, André Philip, Daniel Mayer, François Bondy i Altiero Spinelli. Ovaj, specifični, ogranak EPF-a nestao je 1957. kada je svijetom počela dominirati Churchillova ideja o europskim integracijama.

## Camus i Orwell
| Albert Camus |  | Albert Camus  |
| Albert Camus |  | George Orwell |

Tri eseja dr. Mihe Takašime s Međunarodnog žurnala humanističkih znanosti istražuju vezu između stvaralaštva Alberta Camusja i engleskog pisca Georgea Orwella.
Takašima sugerira da je Orwell, možda namjerno kako bi upozorio intelektualnu elitu, napravio kompromis prema Velikom Bratu, dok je Camus konfrontirao Kugu. Ovo je vidljivo ne samo u poredbi 1984. i romana Pobunjeni čovjek, nego i u Camusovoj drami Opsadno stanje. Ova drama napisana je zajedno s romanom Kuga i esejom Pobunjeni čovjek. U drami glavni lik, Diego, suprotstavlja se diktatoru zvanom Kuga i umire kako bi jedan španjolski grad oslobodio od inkvizicije.
Drama je napisana kao antitotalitarističko djelo i u isto vrijeme kao i 1984. Drama također sadrži alegorijsku referencu na kraj Orwellovog djela.
U prvom francuskom izdanju drame, Camus je dodao i raspravu "Zašto Španjolska?". U ovoj raspravi on odgovara svom katoličkom prijatelju Gabrielu Marcelu kojemu je zasmetalo što je radnja smještena u Španjolskoj. Tu Camus izražava protivljenje totalitarnim režimima Zapada i ponašanju Vatikana i Pape tijekom Drugog svjetskog rata. Po mnogima, najznačajnija rečenica iz eseja je:

## Smrt
Albert Camus poginuo je 4. siječnja 1960. godine u automobilskoj nesreći u okolici Sensa, u mjestu Villeblevin. U džepu njegovog kaputa je bila neiskorištena karta za vlak. Zbog toga neki pretpostavljaju kako je planirao ići vlakom, no odlučio se za automobil.
Camus je poginuo u automobilu marke Facel Vega, kojeg je vozio Michel Gallimard, njegov prijatelj i izdavač, koji je također poginuo u nesreći. Camus je pokopan u gradu Lourmarinu, a od obitelji, za sobom je ostavio svoje blizance Catherine i Jeana, koji drže autorska prava na njegova djela.
Na dan njegove smrti, André Malraux, koji je tada bio ministar kulture, trebao je objaviti ime pariškog kazališta koje je država Camusu dala na raspolaganje i koje je namjeravao voditi. Malraux se silno radovao tom događaju.
Nakon njegove smrti, dva Camusova djela izdana su posmrtno. Prvi od njih, Sretna smrt, koji je izdan 1970. godine, govori o liku koji se zove Meursault, slično kao i Mersault iz Stranca, no pretpostavlja se da priče, kao i likovi, dvaju romana nisu povezani. Drugi posmrtno izdani roman, Prvi čovjek, koji je ostao nedovršen zbog Camusove smrti, je više autobiografski nego filozofski. Govori o Camusovom djetinjstvu u Alžiru, a izdala ga je 1995. godine Camusova kćer Catherine.

## O apsurdu
Mnogi pisci su pisali o apsurdu, neki o njihovom viđenju značenja apsurda, a neki o samom smisli apsurda. Jean-Paul Sartre, na primjer, priznaje apsurdnost individualne egzistencije, dok Søren Kierkegaard objašnjava da apsurdnost nekih religijskih istina sprječava individualca da racionalno dopre do Boga. Sam Camus nije bio osnivač apsurda, te time automatski nije volio kada bi ga nazivalo filozofom apsurda. Camus je sve manji interes za apsurd pokazivao nakon što je objavio svoj esej Mit o Sizifu. Kako bi razlikovali Camusov apsurd, od ostalih, mnogi, kada govore o Camusovom apsurdu, govore o Paradoksu apsurda.
Svoje rane ideje o apsurdu, Camus iznosi u svojem djelu Naličje i lice iz 1937. godine. U zbirci Pirovanje iz 1938. godine, Camusove ideje o apsurdu su puno sofisticiranije. No, Camus u ovim esejima ne daje filozofski iskaz, čak ni definiciju apsurda, već govori o iskustvu apsurda. Godine 1942. izdaje kratki roman Stranac, koji govori o Merasultu, čovjeku koji živi apsurdnim životom, a iste godine izdaje i esej Mit o Sizifu, književni esej o apsurdu. Napisao je i dramu o rimskom caru Kaliguli, koji u drami slijedi apsurdnu logiku. No, drama je izvedena tek 1945. godine. Prekretnica u Camusovom pogledu na apsurd vidi se u zbirci od četiri pisma koje je u periodu od srpnja 1943. do srpnja 1944. godine pisao anonimnom njemačkom prijatelju. Pisma su tiskana u razdoblju od 1943. do 1945. godine, a 1945. godine tiskana su na jednom mjestu, u zbirci Otpor, pobuna i smrt.

## Camus o apsurdu
U svojim esejima, Camus je čitateljima prezentirao dualizme: sreća i tuga, tama i svjetlo, život i smrt, itd. Njegov cilj bio je naglašavanje činjenice da je sreća prolazna i da je ljudski život smrtan. On je to radio ne da bi bio morbidan, već da nauči ljude da više cijene sreću i život. U Mitu o Sizifu, taj dualizam postaje paradoks: Mi cijenimo naše živote i sreću toliko enormno, no u isto vrijeme smo svjesni da ćemo umrijeti, te upravo zbog toga naše težnje su besmislene. Mi možemo živjeti s dualizmom (sreća-nesreća), no ne možemo prihvatiti paradoks (cijeniti život-shvaćati da je besmislen). U Mitu, Camusja je zanimalo kako doživljavamo apsurd i kako se s njime nosimo. Naš život mora imati smisao da bi smo ga cijenili. Iz ovoga proizlazi pitanje, ako shvatimo da naš život nema smisla ni vrijednosti, moramo li se onda ubiti ?
Mersault, glavni lik Stranca, dobiva smrtnu kaznu zbog ubojstva. Kaligula priznaje da je njegova apsurdna logika loša i umire ka žrtva ubojstva koje je sam izazvao. No, dok Camus možda sugerira da je Kaligulina logika pogrešna, dramin anti-junak ima zadnju riječ u djelu, slično kao i Mersault u Strancu.
Camusovo shvaćanje apsurda povlači za sobom mnoge debate. Njegovi različiti darovi potiču nas da mislimo o apsurdu i damo svoj vlastiti doprinos. Koncepti kao suradnja, zajednički trud i solidarnost su Camusu od ključne važnosti.
Camus je dao znatan doprinos shvaćanju apsurda i uvijek je odbijao nihilizam kao prihvatljiv odgovor.
Ono što prema Camusu još ima smisla je sljedeće: unatoč tome što ljudi žive u indiferentnom i "apsurdnom" svijetu, u kojem činjenica da ćemo svi umrijeti izaziva smisao, smisao može biti stvoren našim vlastitim odlukama i interpretacijama.

## Protivljenje totalitarizmu
Tijekom svog života, Camus se protivio i otvoreno govorio protiv totalitarizma. U mladim danima, Camus je bio aktivan član pokreta otpora u Francuskoj tijekom Drugoga svjetskog rata. Tijekom tog razdoblja, uređivao je ilegalni časopis Combat, u kojem je, o temi Francuske kolaboracije s nacistima, napisao:
Poznati raskol prijateljstva između Camusja i Sartrea povezan je i s Camusovim protivljenjem totalitarizmu. Camus je u masovnoj politici koju je priznavao Sartre u ime radikalnog marksizma vidio refleksivni totalitarizam. Ovo se očito vidi u njegovu djelu Pobunjeni čovjek koje nije bilo samo napad na sovjetsku politiku nego i na masovnu revolucionarnu politiku uopće. Camus je i nakon izdavanja djela nastavio govoriti protiv grozota Sovjetskog Saveza, što je vidljivo i u njegovu govoru Krv Mađara kojeg je održao 1957. godine, na dan sjećanja na krvavo ugušeno Mađarsku revoluciju 1956. godine.

## Camus i solidarnost

### Solidarnost uStrancu
U Strancu, Camus karakterizira svoje opravdavanje apsurda kroz iskustva protagonista koji se jednostavno ne prilagođava sustavu. Njegova svojstvena iskrenost remeti status quo. Mersaultova nesposobnost da laže ne može ga integrirati u društvo i naizmjence prijeti jednostavnoj građi ljudskih manirizama koji su očekivani od strane strukturalno složenog društva. Prema tome, kazna za njegov zločin nije određena na bazi ubojstva, nego na njegovoj ravnodušnosti prema nedavnoj smrti njegove majke. Čak i nakon duhovno izazovnog razgovora sa svećenikom koji potiče Mersaulta da se pokaje i izabere novi put, Mersault ne puca te ustraje u svojoj ravnodušnosti, on osjeća da smrtnu kaznu donosi društvo prepuno laži, društvo koje ga osuđuja ne shvaća, te time simbolizira svoj ultimatum u prihvaćanju "nježne indiferentnosti svijeta", čina koji samo produbljuje njegovu solidarnost s društvom nesposobnim da shvati njegovo naizgled bezosjećajno, hladno, okrutno i mizantropsko ponašanje.

### Solidarnost uKugi
Kuga je neosporiv dio života. Kako je Camus i napisao u Kugi, ona je sveprisutna, baš kao što je smrt bila ključan i sveprisutan faktor u Strancu. Camus ponovo ispituje značenje moralnih koncepata koji opravdavaju ljudskost i ljudsku patnju unutar religioznih okvira. Za Camusja, logička podloga kršćanske doktrine je beskorisna. Kao smrtnici, ne možemo u potpunosti racionalizirati neizbježnu smrtnu kaznu nametnutu svakom čovjeku. Kuga, koja pogađa Oran, je čvrst i opipljiv podupiratelj smrti. Ultimativno, kuga omogućuje ljudima da shvate da je njihova unutarnja patnja besmislena. Kako se epidemija "razvija" s godišnjim dobima, to rade i građani Orana, koji umjesto da se svojevoljno predaju bolesti koju ne razumiju i ne mogu kontrolirati, oni se bore protiv nje, odnosno protiv smrti, i tako nevoljko stvaraju optimizam u valu beznađa. Ovdje Camus svoje misli usmjerava iza značaja solidarnosti: primarno je kuga još uvijek agent smrti, no daje ljudima jezovitu priliku da shvate da je individualna patnja apsurdna. Unutar potpune patnje, izazovni odgovor kojeg prihvaća većina stanovnika Orana demonstrira neobjašnjivu ljudsku povezanost između uzrujanih i udaljenih ljudi. Samo odabirom borbe protiv ireverzibilne epidemije ljudi mogu stvoriti uvijek nužni smisao života koji je osuđen na egzekuciju čim je stvoren.

## Camus i nogomet
Charles Poncet, Camusov prijatelj, jednom ga je pitao je li mu draži nogomet ili teatar. Camus je odgovorio:
Camus je igrao kao vratar u juniorskoj momčadi kluba Racing Universitaire Algerios (koji je osvojio i Sjevernoafrički kup prvaka i Sjevernoafrički kup) u razdoblju od 1928. do 1930. godine. Osjećaj timskog duha, bratstva i zajedničkog cilja imao je velik utjecaj na Camusja. U izvještajima s utakmica, Camus je često hvaljen zbog igranja s osjećajem i hrabrošću. Nade za nastavak karijere nestale su kada je imao 17 godina jer je dobio tuberkulozu (tada neizlječivu), koja ga je na duže vrijeme vezala uz krevet.
Kada su Camusja tijekom 1950-ih pitali o njegovim dojmovima s RUA-e, između ostalog je rekao:
U svojim ranim esejima, Camus je pisao o simplificiranim moralnim vrijednostima, kao o povjerenju u prijatelje ili vrednovanju hrabrosti i poštenja. Camus je vjerovao da politički i religiozni autoriteti pokušavaju zbuniti ljude kompleksnim moralnim sustavima kako bi postigli da stvari izgledaju kompliciranije nego što one zapravo jesu, kako bi potencijalno išle u njihovu vlastitu korist.

## Djela

### Romani
- Stranac (L'Étranger; 1942.)
- Kuga (La Peste; 1947.)
- Pad (La Chute; 1956.)
- Sretna smrt (La Mort heureuse; postumno)
- Prvi čovjek (Le premier homme; 1994.)

### Novele
- Progonstvo i kraljevstvo (L'exil et le royaume; 1957.)

### Eseji
- Naličje i lice  (L'envers et l'endroit; 1937.)
- Pirovanje (Noces; 1938.)
- Ljeto (L'Été; svojevrstan nastavak Pirovanja; 1954.)
- Razmišljanja o giljotini (Réflexions sur la guillotine; 1957.)
- Prometej u paklu  (1947.)

### Drame
- Kaligula  (Caligula; 1938.)
- Nesporazum (Le Malentendu; 1944.)
- Opsadno stanje  (L' Etat de Siege; 1948.)
- Pravednici  (Les Justes; 1949.)
- Rekvijem za redovnicu (Requiem pour une nonne; adaptacija romana Williama Faulknera; 1956.)
- Bjesovi (Les Possédés; adaptacija romana Fjodora Mihajloviča Dostojevskog; 1959.)

### Filozofska djela
- Mit o Sizifu (Le Mythe de Sisyphe; 1942.)
- Pobunjeni čovjek (L'Homme révolté; 1951.)
- Kronike I, 1944–48 (Actuelles I, Chroniques 1944–1948; 1950.)
- Kronike II, 1948–53 (Actuelles II, Chroniques 1948–1953; 1953.)
- Kronike III, 1939–58 (Chroniques algériennes, Actuelles III, 1939–1958; 1958.)

## Poveznice
- Egzistencijalizam
- Jean-Paul Sartre
- Teorija apsurda